# Funktionalism (sociologi)
För andra betydelser, se funktionalism.

En typologi som utarbetades av Robert K. Merton.

Funktionalismen är ett brett perspektiv inom sociologi och antropologi som i sitt vetenskapliga verk studerar både samhällets strukturer och samhällsaktörernas verksamhet i dessa strukturer. Som perspektiv ser funktionalismen till hela samhällets funktionssätt och dess element: normer, seder, traditioner och institutioner.
Émile Durkheim lanserade idén att man bör studera sociala objekts funktioner i förhållande till sina sammanhang, deras ändamål eller uppgift till helheten. Detta fördes vidare av etnologer, antropologer och psykologer, och skapade den moderna sociologin. Den psykologiska skolan mynnade senare ut i behaviorismen.
Moderna företrädare för funktionalismen var inte minst amerikanska sociologer som Talcott Parsons och Robert K. Merton. Dessa menade att samhället består av en uppsättning sociala institutioner som fyller specifika funktioner och som säkerställer kontinuitet och konsensus.
En numera klassisk uppgörelse med den sociologiska funktionalismen gjordes av den amerikanske sociologen C. Wright Mills i hans bok "Den sociologiska visionen", 1959.

## Fotnoter
1. ↑  ”Wright Mills på Wikiquote”. Arkiverad från originalet den 4 december 2008. https://web.archive.org/web/20081204175552/http://sv.wikiquote.org/wiki/C._Wright_Mills. Läst 29 februari 2008.